# Paphiopedilum helenae
Paphiopedilum helenae é uma espécie de orquídea (Orchidaceae) do Sudeste Asiático.